# Майстор Манол
Майстор Манол е легендарен персонаж от фолклора на Балканите, Анадола, Кавказкия регион и някои съседни области.
Той е майстор строител, който в стремежа си да предпази важен строеж вгражда в основите му своята съпруга. Майстор Манол е герой на множество легенди от целия регион, които го свързват с различни местни строежи – крепостта в Шкодра, Артенския, Вишеградския и Беленския мост, манастирската църква в Куртя де Арджеш и други.

## Легенда
Майстор Манол е персонаж и в подвластните на османците княжества Влашко и Молдова, където среднобългарският език се е задържал най-продължително като канцеларски и книжовен такъв. Майстор Манол или Михаил според преданието е архитект и строител на известната Селим джамия в Одрин. То предава легендарни сведения, че майсторът не се потурчил, а си направил крила, за да се спаси от потурчване и т.н.

## Памет
При обсадата на Одрин по заповед на цар Фердинанд I Български, не се стреля по джамията. Обаче от североизточния сектор нищо не се вижда от града, освен горната част на минаретата. Издава се заповед от Димитър Венедиков за проверка на направленията по картата с артилерийски изстрели с шрапнели със запалки за високо пръскане, обаче два от шрапнелите са с повредени запалки и единия се пръска в двора на джамията, а другия закача едното минаре и му причинява незначителни козметични повреди. Димитър Венедиков разказва, че след падането на Одрин в български ръце, при излизането от джамията го пресрещат трима мюсюлмански духовници, от които единия е и професор, след което възмутени от артилерийския огън го запитват дали се е запознал с подписа на архитекта на барелефа на мраморния шадраван в средата на джамията с едно лале увиснало надолу, което ще рече на народен език Лалю, наречен после Синан. Явно строежите от времената на Селим I и Сюлейман Великолепни са дълбоко втъкани в народната памет през османско време и интерпретирани в легендата за майстор Манол. 

## Други
На майстор Манол е наречена улица в квартал „Модерно предградие“ в София (Карта).